# آراء دينية حول ختان الإناث

نسبة الإناث من 15 إلى 49 سنة اللاتي تم تشويه أعضائهن التناسلية حول العالم.

يرى كثير من ممارسي ختان الإناث أنه مطلب ديني، مع أن معدلات انتشاره تختلف في الغالب تبعًا للموقع الجغرافي والمجموعة العرقية. ما يزال النقاش مستمرًا حول مدى تأثر استمرارية الممارسة بالتقاليد والضغط الاجتماعي ونقص معلومات الرعاية الصحية ووضع المرأة في المجتمع. ليس للختان أي فوائد صحية بل إنه يمكن أن يؤدي إلى مضاعفات صحية خطرة.
يُمارَس ختان الإناث غالبًا ضمن مجتمعات إسلامية معينة، لكنه موجود أيضًا في بعض الجماعات المسيحية والأرواحية المجاورة. لا تشجع أغلب المذاهب الإسلامية تلك الممارسة، فأغلب الفتاوى تحظر الختان لكن بعضها يشجع عليه، بينما يترك البعض الآخر القرار للآباء والأمهات مع تقديم المشورة بعدم تطبيقه. دخل الختان جنوب شرق آسيا عن طريق انتشار المذهب الشافعي، الذي يوجب الختان. ذُكر الختان في بردية يونانية من عام 163 ق.م، وتوجد إشارة غير مباشرة محتملة إليه على تابوت من المملكة الوسطى في مصر (1991-1996 ق.م). ووُجِد بين المسيحيين الأقباط في مصر والمسيحيين الأرثوذكس في إثيوبيا والبروتستانت والكاثوليك في السودان وكينيا. المجموعة اليهودية الوحيدة المعروفة بممارسته هي بيتا إسرائيل في إثيوبيا.

## خلفية تاريخية

### تعريف
عُرِف تشويه الأعضاء التناسلية على نطاق واسع باسم ختان الإناث حتى ثمانينيات القرن الحالي، ما أعطى انطباعًا خاطئًا بأنه مكافئ في خطورته وآثاره الصحية لختان الذكور. تشويه الأعضاء التناسلية الأنثوية في الواقع له آثار صحية ضارة وأكثر انتشارًا من ختان الذكور. في عام 1990 سمته اللجنة الأفريقية الدولية المعنية بالممارسات التقليدية التي تؤثر في صحة المرأة والطفل «تشويه الأعضاء التناسلية الأنثوية»، وفعلت منظمة الصحة العالمية نفس الأمر عام 1991. عرّفت منظمة الصحة العالمية واليونيسيف وصندوق الأمم المتحدة للسكان تشويه الأعضاء التناسلية الأنثوية عام 1997 على أنه «جميع الإجراءات التي تنطوي على إزالة جزئية أو كلية للأعضاء التناسلية الأنثوية الخارجية أو أي ضرر جرح يلحق الأعضاء التناسلية الأنثوية لأسباب غير طبية». صنفت منظمة الصحة العالمية التشوه لأربع فئات:
- النوع الأول: إزالة كاملة أو جزئية لحشفة البظر و/ أو غطاء البظر.
- النوع الثاني (الاستئصال): الإزالة الكاملة أو الجزئية للشفرين الداخليين، مع إزالة حشوات البظر والشفرين الخارجيين أو دون ذلك.
- النوع الثالث (الختان التخييطي): إزالة الشفرين الداخليين والخارجيين وخياطة الجرح، وترك فتحة بحجم عود الثقاب ليمر البول ودم الحيض.
- النوع الرابع: ممارسات متعددة، كالتخصر الرمزي.[16]

### الأصول التاريخية
يتركز تشويه الأعضاء التناسلية الأنثوية في ما أسماه جيري ماكي منطقة «مترابطة بشكل مثير للفضول» في أفريقيا، من الشرق إلى الغرب ومن الصومال إلى السنغال، ومن الشمال إلى الجنوب من مصر إلى تنزانيا. كتب أن هذه الممارسة «موزعة بشكل متواصل ومعدية، تنتشر بين مجموعات، إذ يحظى الرجال بنسب أعلى من الموارد (كالتعليم وفرص العمل) مقابل حصول النساء على نسب أقل، في محيط من عدم المساواة، إذ إن الزواج هو «محركهم الرئيس للاستمرار». يتركز توزيع الممارسة في أفريقيا في النوبة بالسودان، ما دفع ماكي إلى اقتراح كون تشويه الأعضاء التناسلية الأنثوية من النوع الثالث بدأ هناك مع الحضارة المروية (حوالي 800 ق.م. - 350 م) لزيادة الثقة في الأبوة.
أشارت ورقة بردي يونانية تعود إلى عام 163 ق.م إلى ختان فتاة مصرية. قد تعني كلمة «م ت» المذكورة في النص 1117 من نصوص التوابيت المصرية القديمة فتاةً غير مختونة على الرغم من وجود خلاف حول معناها. وُجِد النص مدونًا على أحد النواويس من المملكة الوسطى (1991-1996 ق.م) لمومياء تُدعى ست هيدج حوتب. كشف فحص المومياوات عدم وجود دليل على حدوث أي تشوه للأعضاء التناسلية الأنثوية.
كتب سترابو (64 ق.م - 23م) عن تشويه الأعضاء التناسلية الأنثوية بعد أن زار مصر عام 25 ق.م تقريبًا. وفعل ذلك أيضًا فيلون السكندري (20 ق.م. - 50 م): «من عادات المصريين ختان الشباب والفتيات في الرابعة عشرة، وهو سن الزواج أي سن احتلام الفتيان وتدفق الطمث عند الفتيات». ارتبط تشويه الأعضاء التناسلية الأنثوية من النوع الثالث بالعبودية. كتب جواو دوس سانتوس في عام 1608 عن مجموعة بالقرب من مقديشو لديهم «عادة خياطة الأعضاء التناسلية للإناث لا سيما العبيد صغارًا لجعلهم غير قادرين على الإنجاب، ما يرفع سعرهم سواءً بسبب طهارتهم أو بسبب ما سيشعر بها أسيادهم تجاههم من ثقة».

## المسيحية
لا يذكر الكتاب المقدس ختان الإناث. تتفق السلطات المسيحية على أن هذه الممارسة لا أساس لها في النصوص الدينية المسيحية، وأن المبشرين المسيحيين في أفريقيا كانوا من أوائل من بذلوا جهودًا لوقف ممارستها. بل إنهم كانوا في طليعة من عرفوه على أنه «تشويه»، عام 1929 أطلق عليه المجلس القومي الكنسي الكيني «التشويه الجنسي للمرأة»، في إثر المبشر الإسكتلندي ماريون سكوت ستيفنسون. أثار المبشرون المسيحيون الجدل حول ختان الإناث عندما اشترطوا التخلي عن الختان للانتماء إلى الكنيسة في كينيا المستعمرة، فقامت حملات للدفاع عن تلك الممارسة. 
على الرغم من عدم وجود نص يدعم تلك الممارسة، تخضع النساء والفتيات داخل المجتمعات المسيحية لتشويه الأعضاء التناسلية الأنثوية بما في ذلك مصر وكينيا ونيجيريا وتنزانيا. وقد وُجِدت الممارسة بين المسيحيين الأقباط في مصر والمسيحيين الأرثوذكس في إثيوبيا والبروتستانت والكاثوليك في السودان وكينيا. حدد تقرير لليونيسيف لعام 2013، 17 دولة أفريقية خضع فيها 10 في المئة على الأقل من النساء والفتيات المسيحيات اللائي تتراوح أعمارهن بين 15 و49 سنة لتلك الممارسة. في النيجر على سبيل المثال، تعرضت 55% من النساء والفتيات المسيحيات للختان، مقابل اثنين في المئة من النساء والفتيات المسلمات.

## الإسلام

### نظرة عامة
ينتشر تشويه الأعضاء التناسلية الأنثوية غالبًا داخل الجاليات المسلمة والمجاورة لها. معدلات الانتشار بين مختلف الدول الإسلامية تعتمد على العرق والموقع. تُسمى الممارسة في اللغة العربية (خفض) أو (ختان) التي غالبًا ما تعني ختان الذكور، قد تشمل الإناث أيضًا. يرى بعض المسلمين الصورة الأقل حدة من تشوه الأعضاء الجنسية للإناث وهو النوع الأول في تصنيف منظمة الصحة العالمية «سنة».
يعتمد أنصار تشويه الأعضاء التناسلية الأنثوية على الحديث التالي، عن أم عطية الأنصارية أن امرأة كانت تختن بالمدينة فقال لها النبي محمد «لا تنهِكي، فإن ذلك أحظى للمرأة وأحب إِلى البعل». صنف العلماء ذلك الحديث على أنه «ضعيف»، وفقًا لمعايير الأصالة الإسلامية، فهو يفتقد إلى حلقة في سلسلة الرواة، ولا يوجد إلا في مجموعة واحدة من مجموعات الحديث الستة. وفقًا لسيد سباق -مؤلف كتاب (فقه السنة)- جميع أحاديث ختان الإناث غير صحيحة.
تجمع السلطات الدينية الإسلامية العليا على أن الإسلام لم يأمر بختان الإناث ولم يحرمه أيضًا. لا يذكر القرآن ختان الذكور. تستحسن بعض الأحاديث النبوية ختان الإناث لكن لا توجبه. كان الاجتهاد أحد مصادر التشريع الإسلامي مع -القرآن والسنة- طوال قرون. يشمل الاجتهاد الفتاوى التي غالبًا ما تنتشر على نطاق واسع وتصف السلوك الصحيح دينيًا. صدرت فتاوى تحظر تشويه الأعضاء التناسلية الأنثوية، وأخرى تشجع عليه، وفتاوى تترك القرار للآباء والأمهات لكن تثبطهم عنه.
دعا العديد من القادة المسلمين إلى وضع حد لهذه الممارسة. أعلن مفتي مصر الأسبق محمد سيد طنطاوي أن الأحاديث عن تشويه الأعضاء التناسلية الأنثوية لا يمكن الاعتماد عليها عام 2004 بعد أن بثت سي إن إن صورًا لفتاة في القاهرة تمر بختان الإناث. أعلن رجال الدين المسلمين البارزين أنه أمر غير ضروري في مؤتمر بجامعة الأزهر بالقاهرة عام 2006، وقرر المجلس الأعلى للبحوث الإسلامية في الأزهر بالقاهرة، وفقًا لليونيسيف، أن تشويه الأعضاء التناسلية الأنثوية «لا أساس له في الشريعة الإسلامية الأساسية أو أي من أحكامها الجزئية، إنه ضار ويجب ألا يُمارَس» بعد وفاة فتاة مصرية تبلغ من العمر 12 عامًا أثناء إجراء عملية تشويه الأعضاء التناسلية الأنثوية عام 2007. صرح علي جمعة مفتي الجمهورية في مصر آنذاك قائلاً: «إنه حرام حرام، حرام لم يدعُ إليه الإسلام ويجب إيقافه».